# Stadtteilschule am Hafen
Die Stadtteilschule am Hafen ist eine staatliche Stadtteilschule in Hamburg, die 2010 gegründet wurde. Ihre drei Standorte befinden sich in den Stadtteilen Neustadt, St. Pauli und Altona-Altstadt.

## Geschichte
Im Zuge der Hamburger Schulreform wurden 2010 drei Schulen zur Stadtteilschule am Hafen fusioniert: Rudolf-Roß-Schule, Ganztagsschule St. Pauli und Schule Königstraße. Die Rudolf-Roß-Schule war eine Gesamtschule, die beiden letztgenannten Schulen waren Grund-, Haupt- und Realschulen, von denen der jeweilige Grundschulzweig abgetrennt wurde. Zusätzlich wurden auslaufende Klassen der Schule Altonaer Straße / Arnkielstraße aufgenommen und in die Standorte integriert. Die Gymnasiale Oberstufe der Stadtteilschule am Hafen entsteht in Kooperation mit dem Wirtschaftsgymnasium St. Pauli (Budapester Straße).

## Standorte und Architektur
Die Schule hat drei Standorte:
- Neustädter Straße 60 in Hamburg-Neustadt, Hauptstandort und Standort der Mittelstufe für den Einzugsbereich Neustadt
- Friedrichstraße 55 in Hamburg-St. Pauli, Standort der Mittelstufe für den Einzugsbereich St. Pauli
- Budapester Straße 58 in Hamburg-St. Pauli, Standort der Oberstufe, gemeinsam mit der Beruflichen Schule BS11 genutzt

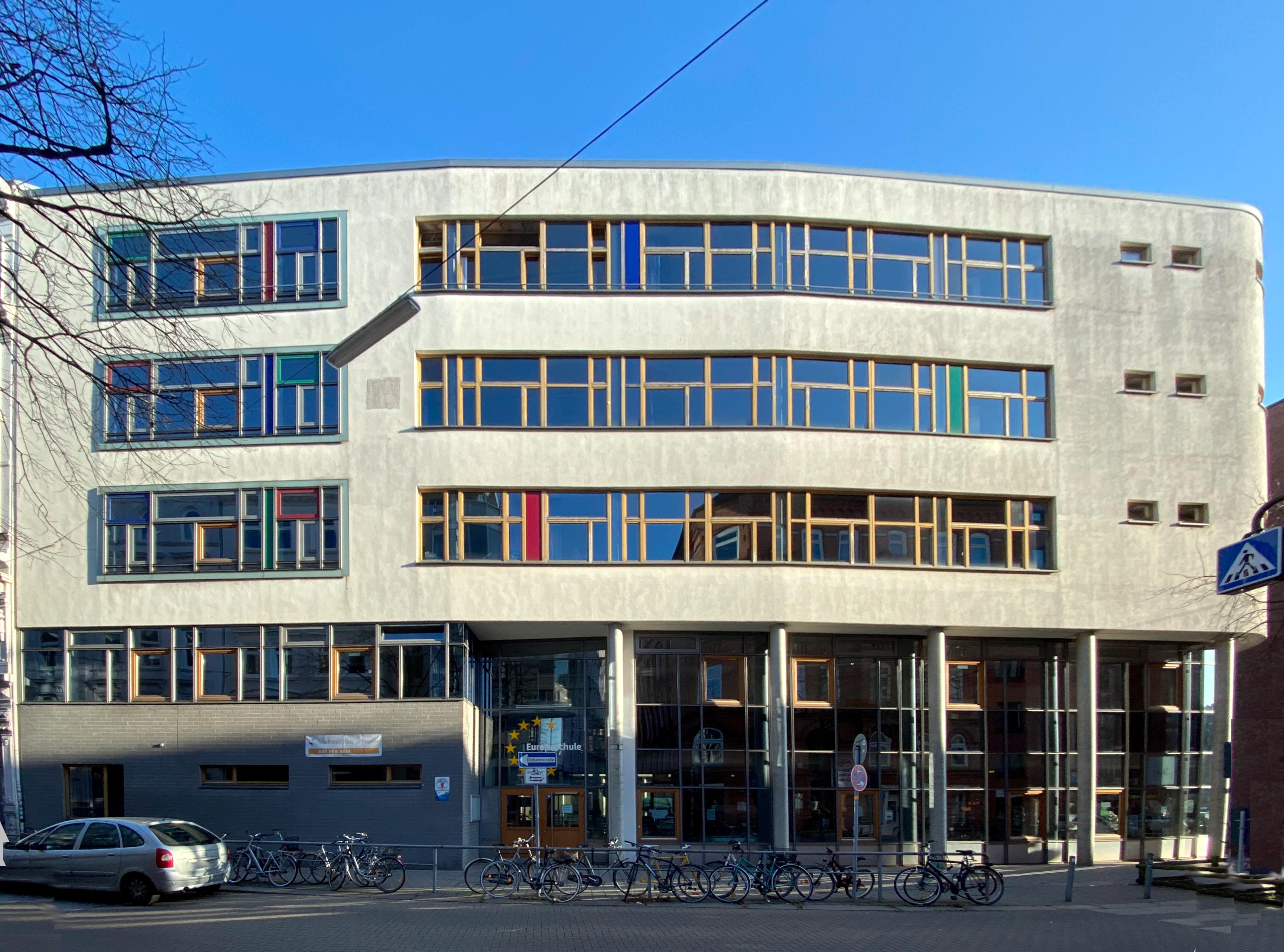
Standort Neustädter Straße, Neubau von 2004
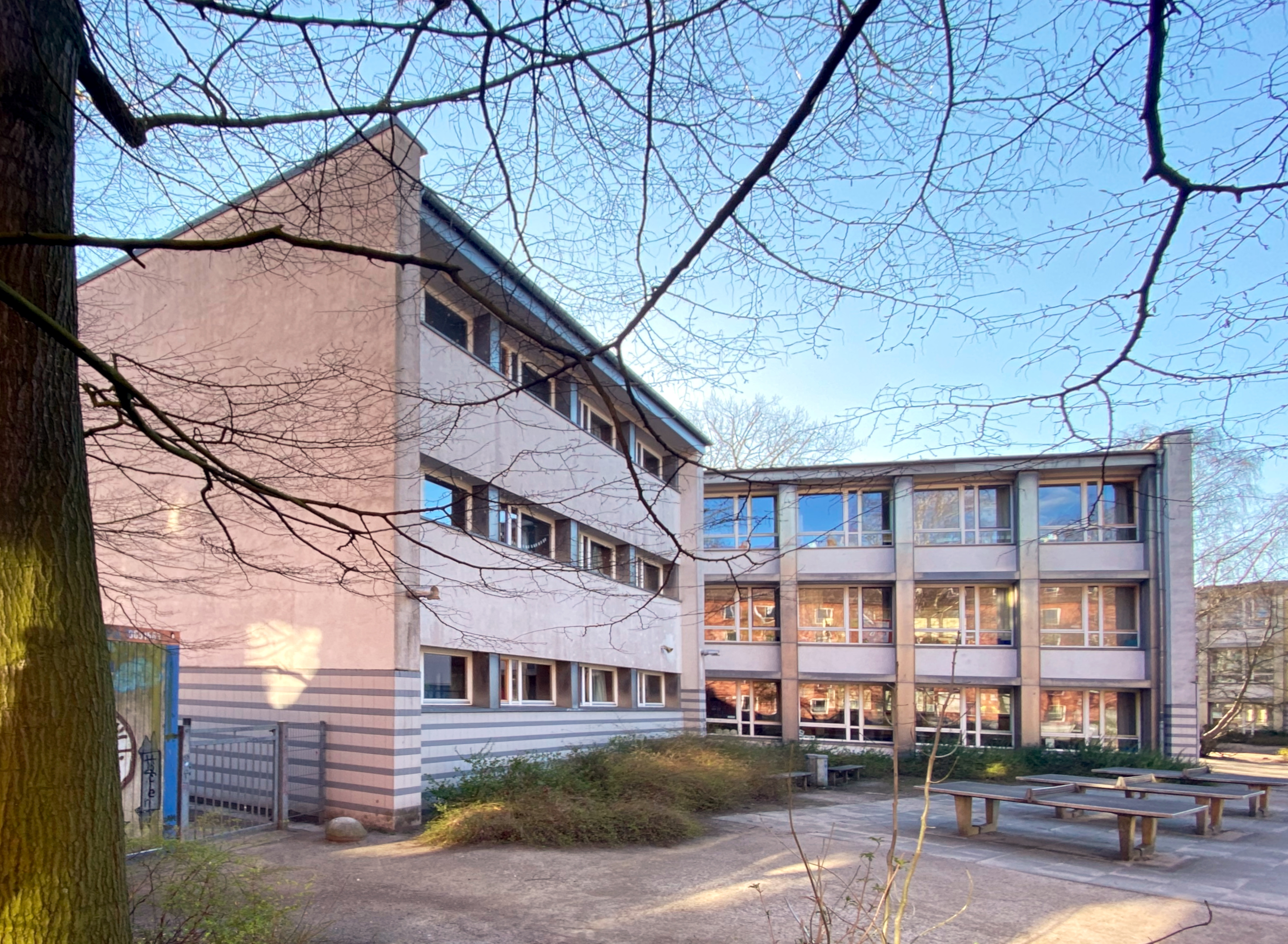
Standort Friedrichstraße, Y-Klassengebäude
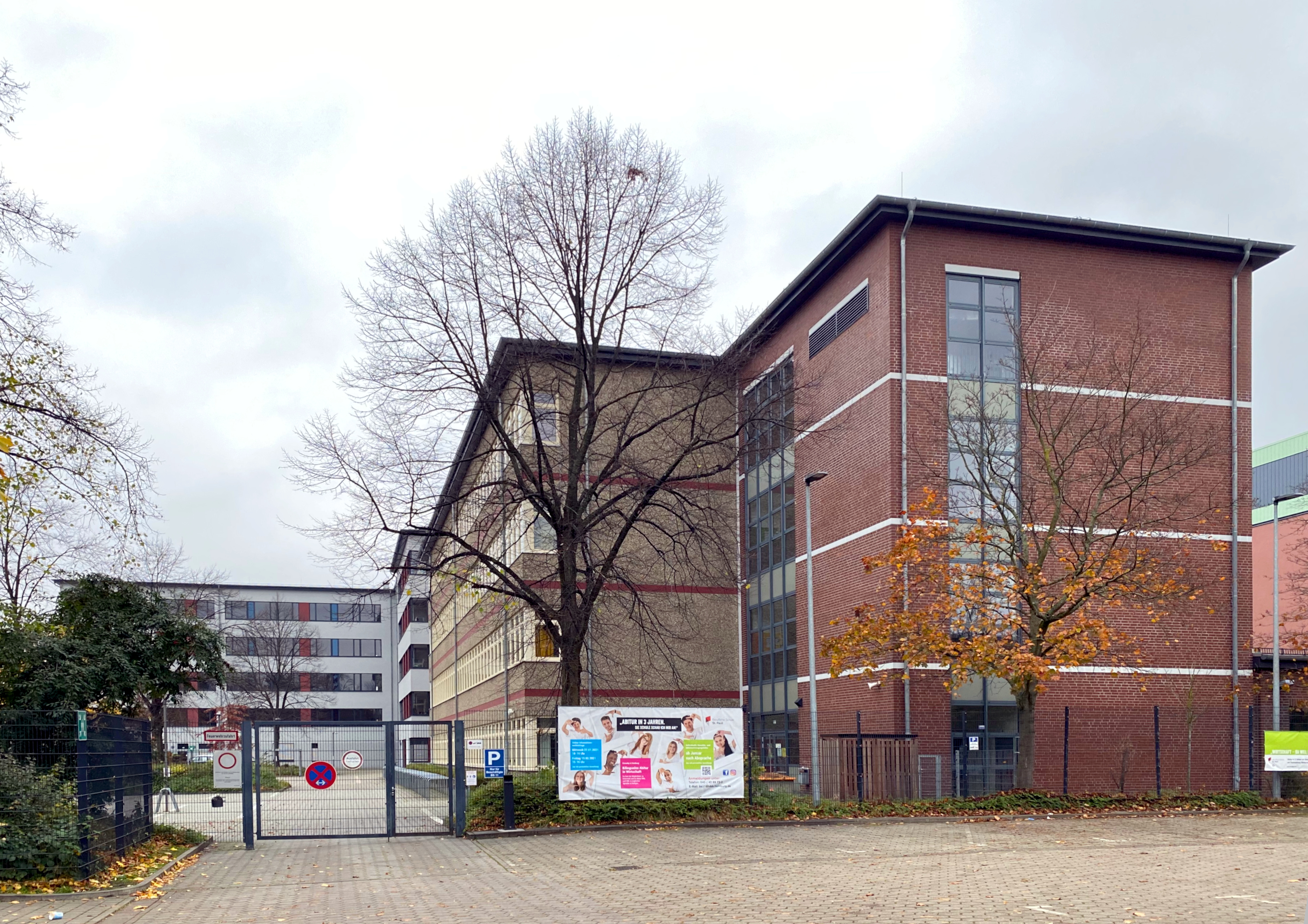
Standort Budapester Straße

## Schulkonzept
Die Schule legt großen Wert auf die interkulturelle Bildung, auf Lernen in Projekten und in realen Situationen. Beispiele sind das Sprachlernen – mit englischem Zweig sowie bilingualen deutsch-portugiesischen und deutsch-türkischen Klassen – in der Neustadt oder das Mittagessen der Schüler am Standort St. Pauli, das im regulären Unterricht von Schülern gekocht wird. Die Anbindung an den jeweiligen Stadtteil ist an allen Standorten wichtig und zeigt sich zum Beispiel in den engen Partnerschaften mit lokalen Einrichtungen (Beispiele: Altonaer Turnverband von 1845 e.V., GWA St. Pauli e.V., Quartiersmanagement Neustadt).

## Auszeichnungen
- 2014 gewann der Schüler Mamadou Diallo den Hamburger Sozial-Oskar in der Stufe Bronze. Er kam als Flüchtlingskind aus Mauretanien nach Deutschland, wo ihm über Fußball die Integration gelang. Er half danach selbst als Jugendtrainer anderen Kindern mit Schwierigkeiten, ihren Weg im Leben zu finden.[5]
- Im Januar 2025 wurde das „Romplay-Theaterensemble“ der Stadtteilschule am Hafen mit einem Bertini-Preis ausgezeichnet.[6]